# Setodes aethiopicus
Setodes aethiopicus är en nattsländeart som beskrevs av Douglas E. Kimmins 1963. Setodes aethiopicus ingår i släktet Setodes och familjen långhornssländor. Inga underarter finns listade i Catalogue of Life.